# Disgusting Food Museum
Le Disgusting Food Museum est un musée suédois des aliments dégoûtants du monde entier, ouvert sous forme d'exposition temporaire à Malmö en octobre 2018 et devenu permanent en juillet 2019. Un second musée similaire a été ouvert à Berlin en Allemagne en mai 2021.
Le musée vise à illustrer les différences culturelles et alimentaires et inviter les visiteurs à remettre en question leur notion de ce qui est comestible ou non.

## Historique
Une première exposition temporaire présentant des aliments du monde entier considérés comme dégoûtants est organisée à Malmö dans le complexe Slagthuset (en) du 29 octobre 2018 au 27 janvier 2019 par Samuel West, psychologue et concepteur du Museum of Failure (en) à Helsingborg ; Samuel West souhaite avant tout conscientiser les visiteurs au sujet de leur alimentation, afin de les aider à changer leur perception de ce qui est dégoûtant et de ce qui ne l'est pas, pour leur permettre d'adopter plus facilement une alimentation écologiquement durable à l'avenir,, notamment de nouvelles sources de protéines comme les insectes ou la viande cultivée en laboratoire.
Une exposition temporaire semblable voit le jour fin 2018 aux États-Unis à Los Angeles, et une autre en 2019 en France à Nantes ,.
En juillet 2019, l'exposition de Malmö devient permanente et est installée dans la galerie du centre commercial Caroli (sv). L'été 2021, le musée est déménagé vers Södra Förstadsgatan (sv), toujours à Malmö et un second musée des aliments dégoutants est ouvert à Berlin en Allemagne en mai 2021.

## Description
Des aliments typiques et appréciés dans certains pays et cultures peuvent être perçus comme étranges, voire dégoutants dans d'autres. Le Disgusting Food Museum présente 80 plats ou aliments originaires du monde entier jugés les plus immondes qui soient,, :
- pénis de taureau cru,
- casu martzu, fromage sarde aux asticots,
- surströmming, hareng fermenté de Suède,
- durian, fruit asiatique à odeur nauséabonde,
- kokiss, schnaps fabriqué à partir des glandes anales d'un castor,

Parmi les aliments issus de la gastronomie française figurent le steak tartare, des escargots, des fromages forts, comme le roquefort et l’époisses, ou encore le foie gras – ce dernier en raison de son mode de production.
Ces plats ont été sélectionnés à partir d'une liste de plusieurs centaines d'aliments, sur la base de quatre critères principaux : le goût, l'odeur, la texture et le mode de production, ce dernier critère prenant notamment en compte la manière dont les animaux sont traités,.
À son entrée, chaque visiteur reçoit un sac à vomi qui s'avère souvent bien utile,. La visite se termine par la dégustation de 12 spécialités.